# Figurentheater St. Gallen
Das Figurentheater St. Gallen (Eigenschreibweise: FigurenTheater St.Gallen) ist eine Bühne für Kinder- und Jugendtheater in St. Gallen.
Sein künstlerischer Schwerpunkt liegt auf dem zeitgenössischen Figuren- und Objekttheater. Auf diesem Gebiet gilt es als das traditionsreichste Theater der Schweiz.

## Figurentheater
Das Figurentheater St. Gallen bietet professionelles Kinder- und Jugendtheater zu familienfreundlichen Eintrittspreisen an. Es wird vom Kanton St. Gallen als «Verein mit gemeinnütziger Zweckverfolgung» anerkannt. Finanziell gestützt wird es durch eine Leistungsvereinbarung mit Stadt und Kanton St. Gallen sowie durch einen Trägerverein. Seit 1959 verfügt das Figurentheater St. Gallen über ein festes Haus an der Lämmlisbrunnenstrasse etwas ausserhalb der St. Galler Altstadt. Sein Theatersaal bietet auf einer leicht abfallenden Tribüne mit höhenverstellbaren Sitzen Platz für 150 Personen. Im September 2020 wurde ein eigenes Theater-Bistro eröffnet. Leitung (2021): Frauke Jacobi & Stephan Zbinden.

## Geschichte
Bereits 1903 bis 1943 bestand in St. Gallen ein Puppentheater: Hermann Scherrers «St. Galler Marionettentheater». Es war die erste feste Puppenbühne in der Schweiz. Mit kleinen Marionetten wurden in einer Guckkastenbühne im naturalistischen Stil der Zeit Pocci-Stücke und andere traditionelle Puppenspiele wie der Faust gespielt. 1956 inszenierte Hans Hiller anlässlich der Hundertjahrfeier der St. Galler Kantonsschule am Burggraben mit Schülern Goethe im Examen von Egon Friedell und Alfred Polgar als Marionettenstück. Die Aufführungen waren ein grosser Erfolg. Der Ruf nach Wiederholung, nach Weiterführung, Institutionalisierung – eben nach einem St. Galler Puppentheater – wurde laut. Hiller forderte nun alle Puppenspieler der Region auf, in einem improvisierten Theaterraum ihre Stücke öffentlich zu zeigen. Nach drei Jahren bezog man ein
eigenes, festes Theater mit einer Handpuppen- und Marionettenbühne.
Ab 1986 wurde unter der Leitung von Tobias Ryser die traditionelle Spielweise mit Marionetten- und Handpuppen hin zu neueren, experimentelleren Formen (offenes Spiel, Kombination mit Schauspiel, andere Bühnenformen) weiterentwickelt. Nebst dem Kindertheater wurde auch ein kleiner, aber vielfältiger Spielplan für Erwachsene angeboten, in dem Puppen-Theater im weitesten Sinne zur Anwendung kommt.
2014 löste mit Frauke Jacobi und Stephan Zbinden ein Zweierteam den langjährigen Theaterleiter Tobias Ryser ab. Die für das Figurentheater St. Gallen typische Bühnensprache und der Stil werden seither weiterentwickelt. Zudem wird der Nachwuchsförderung sowie der Zusammenarbeit mit Hochschulen, Kunstschaffenden aus verwandten Sparten, der freien Szene und anderen Theatern der Schweiz eine starke Gewichtung eingeräumt.
Seit 2016 organisiert und kuratiert das Figurentheater St. Gallen zusammen mit anderen Akteuren das «jungspund – Theaterfestival für junges Publikum St. Gallen». Es bildet alle zwei Jahre die Vielfalt des schweizerischen Kinder- und Jugendtheaterschaffens ab und dient der Szene zudem als Plattform für Austausch und Vernetzung.
Seit der Spielzeit 2020/21 richtet sich das Figurentheater St. Gallen im Rahmen einer angepassten Leistungsvereinbarung neu aus und legt seinen Schwerpunkt nicht mehr nur auf Kinder-, sondern gleichermassen auf Jugendtheater. Das Programm wird nach und nach um Inszenierungen und Kurse für ältere Kinder und Jugendliche erweitert. Parallel dazu zielt das Angebot für Schulen und Kindergärten vermehrt auch auf Schüler der Sekundarstufe ab und wird zusätzlich um eine breite Auswahl von theaterpädagogischen Angeboten erweitert.

## Programm
Die Saison im Figurentheater St. Gallen dauert von Mitte September bis zum Frühjahr, in dieser Zeit werden rund 120 Vorstellungen gezeigt. Auf dem Programm stehen Eigenproduktionen, Co-Produktionen mit Ensembles aus der freien Szene und internationale Gastspiele. Es werden sowohl zeitgenössische Kinder- und Jugendtheaterstücke als auch Bühnenbearbeitungen von Kinderbuchklassikern und Märchen gespielt. Dabei kommen traditionelle, aber auch offenere, experimentelle Spielformen in Kombination mit Schauspiel zum Einsatz. Im Zentrum steht die Auseinandersetzung mit dem Material, das Zusammenwirken von bildender Kunst und Spiel.

## Trägerverein
Das Theater wird vom Verein Figurentheater St.Gallen getragen. Im Jahr 2021 zählte er etwa 300 Mitglieder. Der Vorstand hat folgende Aufgaben: Anstellung der Theaterleitung, Mittelbeschaffung für den Betrieb, Controlling-Funktion, Unterstützung der Theaterleitung in administrativen und betrieblichen Aufgaben. Präsidentin ist Anja Weiss-Gehrer.